# Wálter Guimarães
Waldyr, właśc. Wálter Guimarães (ur. 21 marca 1912 w Rio de Janeiro, zm. 1997) – piłkarz brazylijski grający na pozycji środowego obrońcy.
Waldyr całą karierę piłkarską spędził w klubie Botafogo FR. Z klubem Rio de Janeiro trzykrotnie wywalczył mistrzostwo Stanu Rio de Janeiro – Campeonato Carioca w 1932, 1933, 1934. W latach 1934–1935 był zawodnikiem CR Flamengo.
W 1934 Luis Luz pojechał z reprezentacją Brazylii do Włoch na mistrzostwa świata, jednakże nie zagrał w jedynym, przegranym meczu przeciwko Hiszpanii. Jedynymi jego meczami w barwach canarinhos były mecze z drużynami klubowymi i regionami. Łącznie zagrał w 7 takich spotkaniach 1934 roku.